# Адриан III
Адриан III (лат. Hadrianus PP. III; ? — 15 сентября 885) — папа римский с 17 мая 884 года по 15 сентября 885 года.

## Биография
Был довольно жёсток по отношению к соперникам, однако широко почитался в народе. Вёл примирительную политику по отношению к Константинопольской церкви и патриарху Фотию I.

## Смерть
Адриан скончался в Модене, по дороге в Вормс, где он собирался обсудить с Карлом III Толстым вопросы престолонаследия и борьбы с сарацинами. Некоторые считают, что папа был отравлен. Похоронен в церкви Сан-Сильвестро под Моденой, украшенной рельефами с его изображением.

## Канонизация
Канонизирован в 1891 году папой Львом XIII, день памяти — 8 июля.